# GreenLine

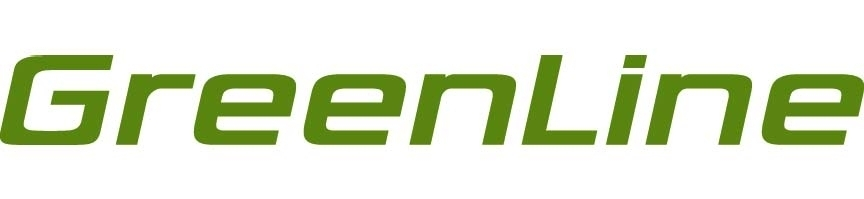
Logo für GreenLine-Modelle

GreenLine ist die von Škoda Auto verwendete Bezeichnung für Automobilmodelle, bei denen Kraftstoffverbrauch und Schadstoffausstoß gesenkt werden. Der Begriff GreenLine ist dabei dem jeweils sparsamsten Modell einer Baureihe vorbehalten, das sich auch optisch von den anderen Ausstattungslinien leicht unterscheidet. Für GreenLine-Modelle sind nicht alle Ausstattungsmöglichkeiten bestellbar. Als Green tec wird ein Ausstattungspaket bezeichnet, bei dem fast alle weiteren Ausstattungen möglich sind. Die Technologie GreenLine ist mit BlueMotion von Volkswagen weitestgehend identisch. Die Ausstattungsvariante GreenLine wurde 2008 mit dem Škoda Superb eingeführt, das Ausstattungspaket Green tec kam erstmals im Škoda Octavia zum Einsatz.

## Technik
GreenLine-Modelle haben ein Start-Stopp-System und ein Bremsenergierückgewinnungs-System. Um den Luftwiderstand zu verringern, sind GreenLine-Modelle an der Karosserie leicht verändert und leicht tiefgelegt. Der Rollwiderstand wird durch eine spezielle Bereifung gesenkt, dadurch kommt es zu einem niedrigeren Verbrauch. Durch den Verzicht auf ein Reserverad wird das Gewicht gesenkt. Spoiler am Heck des Fahrzeugs oder geglättete Unterböden werden auch angeboten. Der Fahrer wird durch eine Schaltempfehlung in einem Display aktiv bei der Gangwahl unterstützt.

## Modelle
Derzeit (Stand: Oktober 2011) sind fünf Modelle als GreenLine-Versionen erhältlich. Die Ausstattungsoption Green tec ist nur für Citigo, Fabia, Octavia und Roomster erhältlich.

### Škoda Fabia II
Der Fabia GreenLine hat einen 1,2-TDI-Motor mit einer Leistung von 55 kW und verbraucht kombiniert 3,4 Liter pro 100/km. Dabei werden 89 Gramm CO2 ausgestoßen. Die Variante wurde im Oktober 2010 vorgestellt.

### Škoda Octavia II
Die Spritsparversion des Octavia verbraucht mit dem 1,6-TDI-Motor 3,8 Liter pro 100 km und stößt 99 Gramm CO2 pro Kilometer aus. Bei der Kombivariante verbraucht das Auto 4,1 Liter und stößt 107 Gramm CO2 aus. Der Motor hat eine Leistung von 77 kW.

### Škoda Roomster
Der Roomster GreenLine kam zum gleichen Zeitpunkt auf den Markt wie der Fabia. Mit dem gleichen Motor verbraucht das Fahrzeug 4,2 Liter pro 100 Kilometer und stößt 109 Gramm Kohlenstoffdioxid aus.

### Škoda Yeti
Der Yeti GreenLine ist mit dem Octavia gleich motorisiert und verbraucht pro 100 Kilometer 4,6 Liter und stößt 119 Gramm Kohlenstoffdioxid aus. Das Modell kam im November 2010 auf den Markt.

### Škoda Superb II
Der Motor des Superb ist identisch mit dem des Yeti oder des Octavia. Die GreenLine-Version des Superb verbraucht 4,4 Liter pro 100 Kilometer und hat einen Schadstoffausstoß von 114 Gramm CO2.